# NGC 5725
NGC 5725 este o galaxie spirală situată în constelația Fecioara. A fost descoperită în 27 aprilie 1862 de către Heinrich Louis d'Arrest.